# Abarema idiopoda
Abarema idiopoda é uma espécie de legume do gênero Abarema da família Fabaceae.